# تیم اکس‌باکس
تیم اکس‌باکس (به انگلیسی: TeamXbox) یک وبگاه رسانه‌ای مرتبط با بازی‌های ویدئویی است که مخصوص سکوهای اکس‌باکس، اکس‌باکس ۳۶۰ و اکس‌باکس وان مایکروسافت اطلاع رسانی می‎کند. اکثریت محتوای آن مرتبط با اکس‌باکس هستند، اما اخبار کلی فناوری و جنبه‌های دیگر بازی‌های ویدئویی هم در آن پوشش داده می‌شوند.
تیم اکس‌باکس در سال ۲۰۰۰ توسط برنت «شاکویو» سوبولسکی و استیو «بارت» بارتون به وجود آمد. در سال ۲۰۰۱، سول ناجیمی از MSXbox با ادغام انجمن‌های MSXbox با وبگاه اخبار تیم اکس‌باکس موافقت کرد که منجر به ساخت یکی از بزرگترین وبگاه‌های متمرکز روی اکس‌باکس شد. آی‌جی‌ان در سال ۲۰۰۳ تیم اکس‌باکس را خریداری کرد که خود آی‌جی‌ان بعدتر توسط نیوز کورپوریشن در سال ۲۰۰۵ خریداری شد. به‌روزرسانی این وبگاه در اوت ۲۰۱۲ متوقف شده و محتوای آن بایگانی شد.
از ۱ مارس ۲۰۱۸، این وبگاه دیگر قابل دسترس نیست.